# Internet Service Providers Austria

Logo der ISPA

Die Internet Service Providers Austria (ISPA) ist der Verband der österreichischen Internet-Provider.
Die ISPA wurde im Jahr 1997 von einigen österreichischen Internet Service Providern sowie der Universität Wien als eingetragener Verein gegründet. Sie unterstützt die Anliegen und Interessen von rund 200 Mitgliedsbetrieben – Telekombetreiber genauso wie Provider oder Contentanbieter.
Hauptziel der ISPA ist die Förderung des Internets in Österreich. Sie möchte auf die positiven Begleiterscheinungen einer weltweiten Vernetzung aufmerksam machen.
Für die ISPA geht es bei der Nutzung des Internets nicht nur um Technik und wirtschaftliche Aspekte, sondern auch um den soziokulturellen Faktor. Die ISPA ist ebenfalls aktiv im Bereich der Medienbildung und Förderung von digitalen Kompetenzen. Verschiedene Broschüren und Ratgeber richten sich an die Endverbraucher und informieren über mögliche Herausforderungen im digitalen Alltag, wie beispielsweise Datenschutz oder Computersicherheit. Themen, die in den vergangenen Jahren an Bedeutung gewonnen haben, sind das Urheberrecht, Hasspostings in sozialen Netzwerken, wie beispielsweise Verleumdung oder Verhetzung. Die ISPA ist auch seit 2005 Projektpartner von SaferInternet Österreich.
1998 gründete die ISPA die österreichischen Domain-Verwaltung nic.at, 2000 beschloss der Vorstand der ISPA die nic.at zu 100 % der Internet Stiftung zu unterstellen.

## Mission Statement
Die ISPA – Internet Service Providers Austria – ist die Dachorganisation der Internetwirtschaft. Ihr Anliegen ist die Gestaltung von optimalen wirtschaftlichen und rechtlichen Bedingungen für die Entwicklung des Internets. Die ISPA betrachtet die Nutzung des Internets als entscheidende Kulturtechnik und nimmt die sich daraus ergebende gesellschaftspolitische Verantwortung wahr.